# هرنانداریاس
هرنانداریاس (به اسپانیایی: Hernandarias District) شهری در کشور پاراگوئه، استان آلتو پارانا است که جمعیت آن در سرشماری سال ۲۰۰۸ میلادی ۴۷٫۲۶۶ نفر بوده‌است.

## جستارهای وابسته

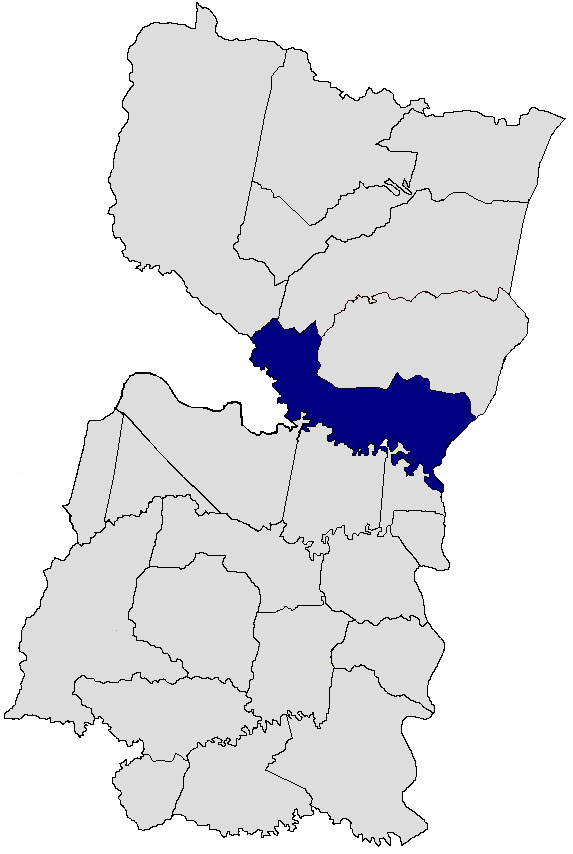